# Isole Sermata
Le Isole Sermata (indonesiano: Kepulauan Sermata) sono localizzate nell'arcipelago delle Molucche meridionali e appartengono amministrativamente alla provincia indonesiana di Maluku e alla reggenza di Maluku Sudoccidentale
Le isole prendono il loro nome da Sermata, la più estesa di esse, che è larga circa 20 miglia e lunga 60 miglia. L'isola di Sermata ha un'elevazione di circa 110 metri e il monte è coperto sparsamente da una foresta pluviale tropicale di montagna.